# Primulina juliae
Primulina juliae là một loài thực vật có hoa trong họ Tai voi (Gesneriaceae). Loài này có ở các tỉnh Phúc Kiến, Quảng Đông, Hồ Nam, Giang Tây (Trung Quốc); được Henry Fletcher Hance mô tả khoa học đầu tiên năm 1883 dưới danh pháp Chirita juliae. Năm 2011, Mich.Möller & A.Weber chuyển nó sang chi Primulina.